# Marca del Friuli
La Marca del Friuli fu una marca del Regnum Italicorum dal 776 al 966.

## Etimologia
Nei documenti antichi, specialmente quelli redatti in latino, il nome Friuli (Forum Iulii) può essere confuso dai copisti con quello della città di Forlì (Forum Livii). Da qui derivano problemi coi corrispondenti aggettivi: foroiuliensis, spesso scritto in maiuscolo "FOROIVLIENSIS", e foroliviensis, spesso scritto in minuscolo foroliuiensis. L'equivoco nasce dallo spostamento di una "elle".

## Storia
Nel 774, in seguito alla conquista del Regno longobardo, Carlo Magno assunse il titolo di Gratia Dei rex Francorum et Langobardorum atque patricius Romanorum ("Per grazia di Dio re dei Franchi e dei Longobardi e patrizio Romano"), realizzando un'unione personale dei due regni. Carlo scelse di mantenere le Leges Langobardorum anche se in seguito alla rivolta del 776, capeggiata dal duca del Friuli Rotgaudo, sostituì con dei funzionari pubblici, i "conti", i duchi longobardi e ridistribuì i patrimoni di questi ultimi tra gli aristocratici franchi.
In virtù della sua posizione strategica ai confini orientali dell'Impero carolingio, il ducato del Friuli fu costituito in marca, diventando il principale centro di potere dell'Italia nord-orientale, e il suo controllo venne affidato a comandanti militari, i quali continuarono a lungo a portare il titolo di dux. Nel 788, a seguito della conquista condotta da Pipino, la marca d'Istria venne annessa al Regnum Italicorum e, insieme la marca di Trento, posta sotto la giurisdizione della marca del Friuli.
In quello stesso anno vennero poste sotto la giurisdizione dei margravi del Friuli la marca di Carinzia, insieme alla Carniola, e la marca Orientale alle quali si aggiunse la Bassa Pannonia nel 796. Con l'Ordinatio Imperii dell'817, l'imperatore Ludovico il Pio assegnò questi ultimi territori a suo figlio Ludovico il Germanico. Nell'828 l'imperatore depose Balderico del Friuli, influente aristocratico, e lo sostituì con il marchese Unruoch II. A cavallo tra i secoli IX e X, il marchese del Friuli Berengario fu uno dei contendenti nella lotta per il controllo del titolo regale d'Italia, nel periodo noto come "anarchia feudale".
Tuttavia, Berengario, incoronato re d'Italia nell'888 e imperatore nel 915, ponendo la sua capitale a Verona segnò la perdita d'importanza della marca del Friuli a vantaggio della Marca di Verona e Aquileia, che divenne il nuovo perno politico dell'Italia nord-orientale. Nel 952 Ottone I, volendosi garantire libero accesso al Regnum Italicorum, non fidandosi del re d'Italia Berengario II, assegnò la marca al duca di Baviera, suo fratello. Rimane però da sottolineare il fatto che nonostante il duca di Baviera e il marchese di Verona fossero la stessa persona, egli continuò a reggere il ducato di Baviera come duca del regno dei Franchi Orientali e la marca di Verona come marchese del regno d'Italia, senza cioè che la marca fosse incorporato nel regno di Germania e il ducato al regno d'Italia. Dal 978, invece, venne assegnata al neocostituito ducato di Carinzia, governato da Ottone di Worms, per volontà di Ottone II. Nel 1077, per volontà dell'imperatore Enrico IV, i territori che erano appartenuti alla marca del Friuli e la città di Aquileia vennero separati per costituire il principato patriarcale di Aquileia retto dal principe-patriarca. Il governo laico sul Friuli venne temporaneamente ristabilito dal re di Boemia Ottocaro II, che tra il 1272 e il 1276 divenne margravio del Friuli e margravio d'Istria. La sconfitta inflittagli dall'imperatore Rodolfo I d'Asburgo permise la restaurazione del principato patriarcale del Friuli.